# Бетел (Делавер)
Бетел (енгл. Bethel) град је у Округу Сасекс у америчкој савезној држави Делавер. По попису становништва из 2010. у њему је живело 171 становника

## Демографија
|                   | 2010.        | 2000.        |
| Укупно            | 171 (100,0%) | 184 (100,0%) |
| Белци             | 159 (92,98%) | 176 (95,65%) |
| Афроамериканци    | 6 (3,509%)   | 5 (2,717%)   |
| Хиспаноамериканци | 3 (1,754%)   | 1 (0,543%)   |
| Остали            | 2 (1,170%)   | –            |
| Азијати           | 1 (0,585%)   | 2 (1,087%)   |